# Народна библиотека Смедерево
Народна библиотека Смедерево је градска библиотека, а по типу и функцијама је и народна и матична. Настала је из Смедеревског читалишта које је основано 1846. године. Одређена је за Матичну библиотеку Подунавског округа Републике Србије 1994. године.

## Историјат
Библиотека се развила из Смедеревског читалишта које је настало 1846. године. До 1924. године, Читалиште је имало успоне и падове у свом раду. Године 1924. Читалиште је добило назив Народна књижница и читаоница, али је убрзо престала са радом јер је имала само 5 чланова. Редовни рад Народне књижнице и читаонице у новој црквеној кући почео је 1929. године, али због финансијских проблема прекида са радом на годину дана 1933. године. Књижница се реорганизује и даје на руковање студентима почетком 1934. године, када се налазила у Улици 17. октобра. Чланови су могли да буду особе из свих друштвених слојева, а годишња чланарина је била снижена за ђаке, студенте, раднике, занатлије и њихове шегрте, док је за остале била већа за динар (за прву групу је била 2 динара, а за остале 3 динара). Поручено је 300 нових књига, међу којима су била дела Достојевског, Тургењева, Толстоја, српских писаца, као и књиге из области филозофије, економије и политике. Успон рада смедеревске Књижнице је у периоду од 1937. до 1941. године. Године 1941. наступа прекид у раду Библиотеке све до 1943. године када је поново отворена и добила име Градска библиотека.

### Библиотека од 1954. до 1990. године
Библиотека се вратила у центар града и то у зграду на Тргу Републике број 8 (данас се ту налази зграда Историјског архива) 1954. године. Раније је зграда служила за потребе ресторана, али је адаптирана тако да је Библиотека добила солидне просторије за рад. Иако просторије нису одговарале захтевима савременог уређења библиотека, имала је: општу читаоницу, одељење за издавање књига (које је имало и улогу канцеларије), магацин за смештај књига и неуређен простор са посебним улазом (који је био предвиђен за дечје одељење). Библиотека је са радом почела у мају 1954. године и ту остаје до октобра 1990. године. Дечје одељење је званично отворено 1. маја 1955. године и у првој години рада имало је 858 књига и 725 уписаних чланова. Фонд се увећавао за: 2-3.000 књига годишње, 2-3.000 уписаних чланова, а број запослених је дуго био само 5. Од 1960. године убрзава се развој Библиотеке са развојем привреде и друштва. Највиши успон је имала у периоду од 1970. до 1980. када се књижни фонд увећава за око 5.000 нових књига, а оснива се и служба за набавку и обраду књига, која касније прераста у Одељење набавке и обраде публикација. Библиотека стагнира 1980. године. Започета је изградња Дома културе у Карађорђевој улици (испред основне школе Димитрије Давидовић), који се градио из месног самодоприноса, и првобитни пројекат није предвиђао простор за библиотеку. Накнадним интервенцијама и допунама, пројектован је простор за потребе Библиотеке. Са радом у новој згради Библиотека је започела 15. октобра 1990. године.

## Организација

### Позајмно одељење за одрасле
Налази се на првом нивоу код улаза у зграду, а у овом простору се налази и Читаоница штампе. Просторија је светла и пространа и у ентријеру читаоница има 46 читалачких места, а у Летњој читаоници има још 20 места. Приступ књигама је слободан, а књижни фонд је уређен по УДК систему. Белетристика се налази у централном делу, где су полице, а стручна књига је у другом горњем делу Читаонице штампе. Књиге се могу позајмљивати на кућно коришћење и рок за враћање је 15 дана. Корисници могу бити све особе старије од 14 година. У просторији за Позајмно одељење се организују и књижевне вечери, промоције, разговори, изложбе, а налазе се и две сталне поставке: Поставка смедеревског издања и Поставка новитета.

### Научно одељење
Налази се на другом нивоу зграде и укупно има 25 читаоничких столова и столица. Фонд овог одењеља није у слободном приступу. Научно одељење почиње са радом од 1990. године, али фонд је био формиран раније. Одељење омогућава научно-истраживачки, студијски, публицистички и едукативни рад. 

### Одељење набавке и обраде књига
Одељење је формирано 1972. године. Централизована набавка књига, часописа и другог материјала се усаглашава са основним задацима Библиотеке, потребама корисника и расположивим материјалним средствима.

### Дечје одељење
Налази се на другом нивоу и има посебан улаз, који се налази десно од главног улаза у зграду. Одељење има 10 читалачких столова, 30 читалачких места, терасу са 25 читалачких места за Летњу читаоницу, а магацин се налази у приземљу зграде. Корисници су деца предшколског узраста и ученици од првог до осмог разреда основне школе. Приступ фонду је слободан, а књиге се могу носити на кућно коришћење, осим приручника који се користе само у читаоници. У централном делу се налази лектира, која је издвојена по разредима, а остали фонд је смештен по УДК систему на полицама дуж зидова. Одељење сарађује са свим школама у општини и организује велики број изложбено-књижевних програма током године.

### Одељење стране књиге
Године 2002. на 156. годишњицу оснивања Библиотеке, основано је Одељење стране књиге. Фонд има 10.000 јединица библиотечке грађе на 17 језика. Заступљене су публикације за све узрасте (деца, тинејџери и одрасли). Фонд је у слободном приступу, а читаоци се о његовом садржају информишу путем електронских база и штампаног Регистра наслова. Одељење приређује за све кориснике разноврсне књижевне програме и изложбе. 

### Завичајно одељење
Завичајно одељење поседује збирку од 4.000 монографских публикација, завичајну периодику и велики број некњижне грађе. Сва грађа се чува у посебним орманима и не износи се ван просторија Библиотеке.

### Матично одељење
Матично одељење се стара о развоју библиотечке делатности у свим типовима библиотека у Подунавском округу и координира рад библиотечких огранака. Одељење води Регистар библиотека Подунавског округа и централни регистар библиотечке грађе, пружа стручну помоћ библиотекама на терену, реализује надзор над стручним радом, стара се о усавршавању кадрова за обављање библиотечке делатности, прати и проучава стања, потребе и услове рада у библиотечкој делатности, предлаже и спроводи мере за њихово унапређење. Повезује све библиотеке у Подунавском округу у јединствен систем који чине општинске библиотеке, све месне, школске и специјалне библиотеке у Смедереву, Великој Плани и Смедеревској Паланци, као и сеоски огранци Народне библиотеке Смедерево.

## Фонд
У састав Библиотеке су ушле и приватне библиотеке значајних личности у граду, као што је био Димитрије В. Љотић. Неке значајне институције су поклониле књиге: Српска академија наука из Београда, Српска књижевна задруга – Београд, Министарство просвете, Немачки научни институт из Београда (неке књиге су забрањене за читање).

## Часопис Mons Aureus
Народна библиотека Смедерево издаје Mons Aureus: часопис за књижевност, уметност и друштвена питања, који излази четири пута годишње од 2003. године. Циљ овог часописа је да упозна ширу публику са достигнућима на савременој културној сцени, а посебан допринос даје истраживању књижевне баштине града Смедерева.

## Изглед и пословање
Библиотека се налази у левом делу зграде Центра за културу, у просторијама које су пројектоване за њу. Библиотека има пет читаоница, од којих су три у ентеријеру, а две су летње, односно налазе се у екстеријеру. Све читаонице укупно имају 150 читалачких места. Библиотечко пословање је компјутеризовано, а у пословање спада: упис чланова, обрада и циркулација књига. Годишње има 8.000 - 10.000 чланова, а дневно је посети 600 - 800 људи. 